# クリュッペルハイム
クリュッペルハイム（ドイツ語: Krüppelheim）はドイツで生まれた肢体不自由者に対する教育・医療・職業訓練を行う施設である。本稿ではこれを日本へと移入したものについても扱う。

## 源流
1832年のミュンヘンにおいてJ.N.E. von Kruz:8が、「Erziehungsanstalt für Krüppel」という名を持つ施設を設立した。これはドイツにおいて初の肢体不自由者のための施設である。当初は収容施設として建設されたものの、翌年には併設の職業学校が造られた:8。これは設立の数年後にルートヴィヒ1世によってバイエルン王国立のものとされ、ミュンヘン郊外のハーラヒングに設置された「Landesanstalt für Krüppelhafte Kinder in München Harlaching」の母体となった。1857年には整形外科施設も設置された:8。

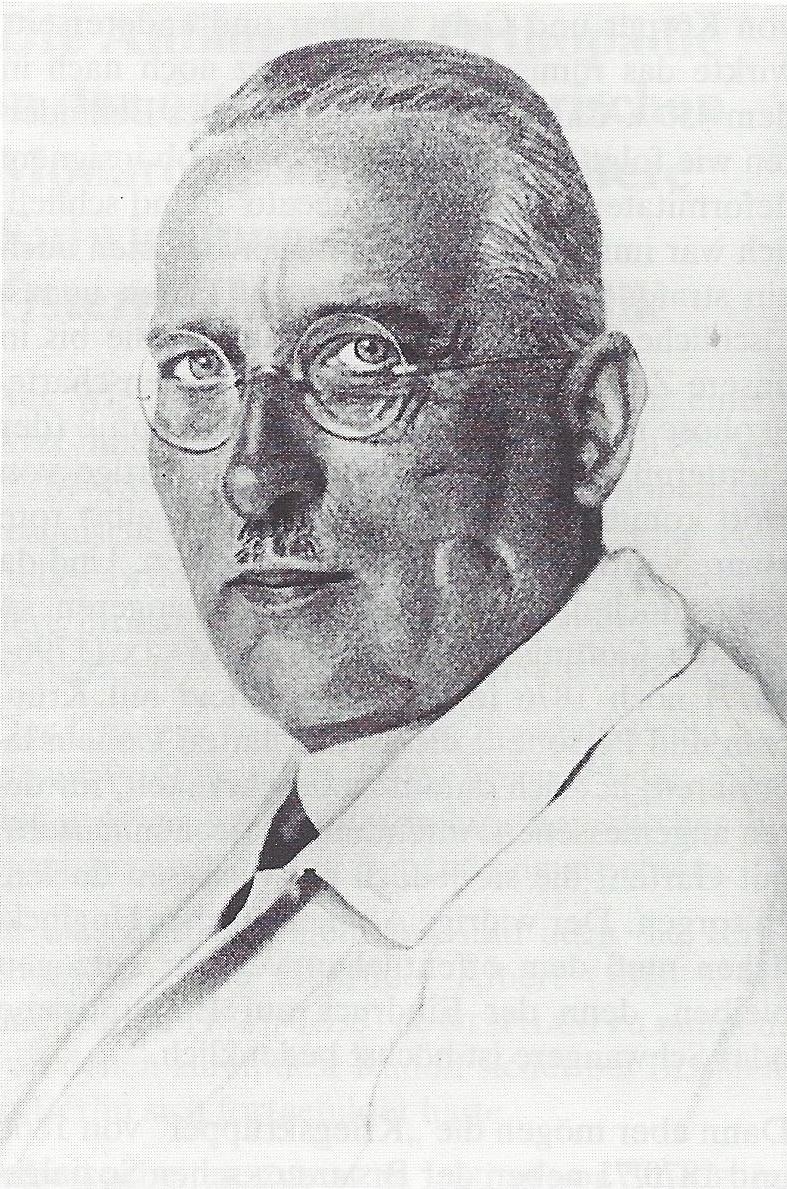
Konrad Biesalski

ドイツの整形外科学者であったKonrad Biesalskiは、1906年にドイツで初めて公的な障害者に関する統計を取った。その結果ドイツの児童のうち3.6%は肢体に何らかの不自由を抱えていることが明らかとなった他、児童全体の1.5%は障害を持っていることが判明した。クリュッペルハイムを語義的に解釈すれば、「肢体不自由者の家」となる。Biesalskiは、クリュッペルハイムは教育・職業教育・治療の3種類の機能を持っているものであり、人道的な面にも経済の面にも優れたものであるとした。
1920年には「プロイセン肢体不自由者保護法（das preußische Krüppelfürsorgegestz）」が制定され、全ての肢体不自由者に施設保護を救貧当局から受け取れる権利を与えると同時に、18歳以下の肢体不自由者にはこれに加えて生業能力の付与を受けることも権利に含まれるようになった。その後ワイマール共和国全体に適用される「共和国児童福祉法（1922年）」や「保護義務に関する共和国令（1924年）」としてドイツ全土へ広がった:473。ここにおける「施設」はクリュッペルハイムのことを指し:475、肢体不自由者教育は救貧の系譜で展開した。橋本 (1967, p. 473)はこれらの施策を、肢体不自由者を経済的に自立させることは当人やその周囲に幸福を与えると同時に救貧費の削減に寄与するものであり、人道的な側面と経済的な側面を両立させたものであると評している:473。

## 日本への導入
日本において1872年に学制が発布された際、初等教育において「其外廃人学校アルヘシ」と定められたのが日本の公教育において初めて肢体不自由児に対する教育制度である。しかし規則として定められはしたものの「廃人学校」が実際に設立はされなかった。その後1879年に学制に代わって教育令が発布された際には「其他各種ノ学校」という分類が定められ、盲学校・聾学校・図書館などと同じ分類に肢体不自由児教育が含まれる形となった。ただこのように制度としては定められていたものの、実際に肢体不自由児に対する教育はなされていなかった:443。
教育令及びこれらを受け継いだ小学校令中に就学猶予と就学免除に関する規定が存在した。1880年に改正された教育令（明治13年太政官布告第59号）第15条において、保護者は理由が無い限り6歳に達した子供を就学させる義務を負っていたが、「但就学督責ノ規則ハ府知事県令之ヲ起草シテ文部卿ノ認可ヲ経ヘシ」とされ、府県において具体的な就学に関する事項を取り扱うこととなっていた。これに基づいて1881年に文部省から府県へ布達された就学督責規則起草心得の第8条において、

未タ小學科三箇年ノ課程ヲ卒ヘサル學齢兒童ニシテ就學スル能ハサル事故ノアリト認ムヘキハ如シ

- 一 疾病ニ罹ル者
- 一 親族疾病ニ罹リ他ニ看護ノ人ナキ者
- 一 癈疾ノ者
- 一 一家貧窶ノ者

但此等ノ者ヲ待ツヘキ學校等ノ設備ナキ塲合ニ限ル
—文部省、文部省 (1882, p. 54-55)
という形で就学猶予を認める方針が示されていた:19-20:445。
1900年に発布された第三次小学校令においては、「事故」とされてきた就学猶予に関する規定を明確化し、「瘋癲白痴又ハ不具癈疾ノ為就学スルコト能ハスト認メタルトキ」は就学免除を行うとした。この規定は学制制定から続く肢体不自由児に対する未教育を制度化するものと見なせる。以上のように就学猶予と就学免除に関する規定を根拠として、義務教育の学齢期にある肢体不自由児に対する教育はなされてこなかった:22。

### 高木憲次

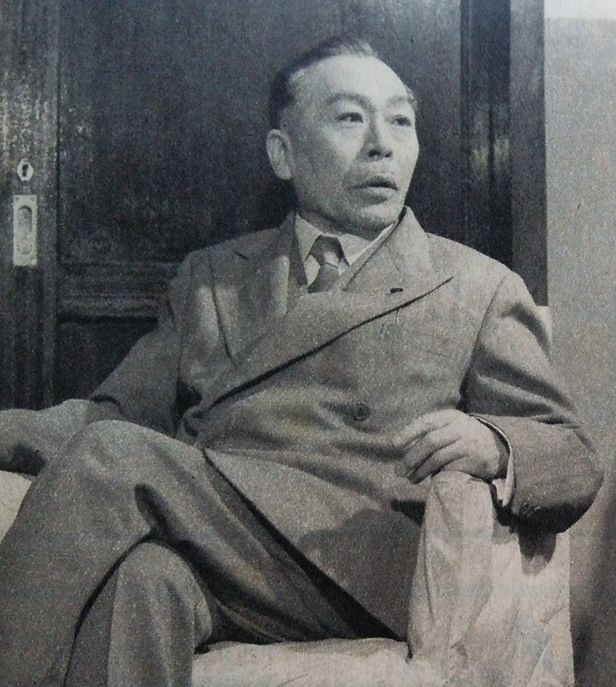
高木憲次

高木憲次は東京帝国大学医学科を卒業後、同大学整形外科教室において田代義徳の下で治療及び研究に従事し、第2代整形外科教授を務めた整形外科学者である:41。
1916年8月に肢体不自由者の生活実態を調査することを発案し、そうした者がいる家庭を訪問するために本郷区・下谷区へ協力を求めたが受け入れられなかった。同年12月25日から5日間かけて、貧民窟として知られた上野万年町付近において調査を1人で行った。しかし家に立ち入る以前に住民から殴られかけるなどの対応を受けたため、満足な調査を行うことが出来なかった。翌年3月に法学者であり小学校の同窓生でもある末弘厳太郎と医局員を伴って再び万年町で調査を試みた。ここでは突然調査を行うのではなく「医者と弁護士が不自由な人たちの診療と相談にあたる」形を取り、信頼を得るとともに聞き取りを行った。その結果万年町には多数の肢体不自由者が生活しており、不便な生活を強いられていることが明らかとなった。その後本所や深川においても同様の調査を行い、同様の結果を得た:20-21。
また1917年9月中旬には彼の母校である本郷小学校において整形外科的な検診を初めて行っている。この調査は順調に進んだが、彼自身は不通学や就学していない児童にも肢体不自由な者がいることなどを理由に、学齢に達したすべての子どもに対する検診の実施を求めた:28-29。
以上の調査結果を基に高木は「夢の楽園教療所」を提案している。1918年11月7日に彼は教療所の存在意義を本郷小学校の同窓会において以下のように述べている。
これは治療と教育、職業教育のための施設を兼ね備えたものであり、治療に長期間が必要とされる肢体不自由児を留め置き、治療と同時に教育を施すことで肢体不自由児の能力を拓こうとしたものである。これの設立を本郷区・下谷区・東京市・文部省へ提案したが、この時点においては関心が得られなかった:30-31。
高木は医学博士を取得した1922年から18ヶ月に亘り、入沢達吉の助力を得てドイツへと留学をした:34-40。ドイツのミュンヘンやベルリンにおいて第一次世界大戦の敗戦国となった中においても肢体不自由者に対する支援が行われている様子を視察した。そこで肢体不自由者が精神障害者と同様の扱いを受けていることに疑問を抱きながらも、日本にも同様の施設の必要性を痛感した:41。
帰国後の1924年に高木は国家医学雑誌へ「クリュッペルハイムに就いて」を投稿した。この論文内において高木は従来の「クリュッペル」に関する事業は救貧の域に留まっており、「クリュッペル」の自立を促すための職業訓練も行う施設が必要であるとした。日本においてもクリュッペルハイムを建設するべきであるとも主張しており、1921年に設立された柏学園は「クリュッペルシューレ」であるとして、これとクリュッペルハイムとを区別している。
1929年頃に高木は「クリュッペル」に類似した概念として「肢体不自由者」という概念を提唱した:54。当時のドイツでは侮辱的な意味を持つKrüppelの使用が減少していたことに加え、児童の心的なストレスや機能に障害があることを強調することを目的としていた:54。言葉によるストレスについては彼の患者であった橋本龍伍が以下のように述べている。
ここから「肢体不自由」という名称を高木は提案し使用するようになった:43。しかし高木は四肢が不自由な児童全てを「肢体不自由児」に含めていない。高木はあくまで児童福祉法における問題としながらも、以下のように述べている。
四肢が不自由な児童のうち「肢体不自由児」に含まれない児童、すなわち指導を施しても生業能力を獲得できないと考えられる児童のことを「肢体不治児」と呼称しており、クリュッペルハイムにおける教育の対象としてはいない。このような「狭い肢体不自由児」の定義は、高木が教育もしくは療育の対象となるべき四肢が不自由な児童を問題にするために設定したものであると橋本 (1967, p. 7)は述べている:6-7。

### 学校の設立
1932年、守屋東によって「クリュッペルハイム東星学園」が設立された。東京帝国大学医学部整形外科医局員であった竹沢貞女は、守谷の運営していた東京婦人ホームへ勤務しており、ここから守谷は肢体不自由児の存在を知った。守谷は高木の指導を受けつつ幼稚園経営を行うことで建設資金を作り、ベッド数24と小規模なクリュッペルハイムが開かれた。しかし戦時下における規制によってクリュッペルハイム事業は中止にされてしまい、女学校としての機能だけが残った。これは大東学園高等学校として現在に至る:65-67。
1934年、東京市立光明学校が開校した。1927年に高木がアメリカ合衆国で障害者教育の視察をした経験のある藤井利誉東京市教育局長を訪れたことによって設置計画が具体化したものである。高木は初代校長となった結城捨次郎に対して半年以上形成外科を見学させた上で特別な児童扱いしないことなどを要請した。しかしこれは学校としての設置であり治療施設の要素は弱められたものであった:61-62。
1942年、整肢療護園が東京都板橋区に開園した。高木が1934年に「整形外科学ノ進歩ト『クリュッペルハイム』」と題した講演を第9回日本医学会総会で行ったところ、これがラジオで全国中継されていたこともあり大きな反響があった。内容としては肢体不自由は機能回復可能であることを示すとともに、日本においては肢体不自由者が多くクリュッペルハイムの必要性を説くものであった。これと戦時体制への移行に伴い傷病軍人の扱いが問題になったことから、三井報恩会などから支援を受け1937年に「肢体不自由者療護園建設委員会」が発足した。これは1939年に「財団法人肢体不自由者療護園」の設立に繋がり、1942年の整肢療護園の開業に至った:67-68。
整肢療護園は開設後1年程で日本医療団へ経営移管されたのち、1945年3月の空襲によって壊滅的被害を受けた。1946年3月には被害を受けなかった看護婦宿舎を用いて事業を再開し、1951年に児童福祉法に準拠した施設として認可された。経営移管の過程で日本医療団へ譲渡された土地建物は戦後の日本医療団の解散に伴い国有財産となっていたが、運営は日本肢体不自由児協会によるものとなり、「公設民営」の形をとることとなった:349-350。

## 引用文献
- 「就学督責規則起草心得ノ事」『文部省布達全書』明治13年、明治14年、1882年、49-54頁、doi:10.11501/797574、国立国会図書館書誌ID:000000447908 全国書誌番号:40030462。